# Lukiek
Lukiek est un groupe espagnol de rock, originaire de Mungia, au Pays basque espagnol. 

## Histoire
Bien que le groupe a été formé en 2015, en raison des projets parallèles de chaque membre, le groupe ne donne pas de premier concert avant le second semestre 2016. Accompagné de son propre répertoire et de quelques versions, le groupe fait des tournées dans diverses salles du Pays basque et de plusieurs villes de l'État (León, Madrid et Tarragone), en première partie de groupes tels que Zea Mays, Árida, Belako ou Mahalo, ou de groupes internationaux tels que les australiens DMA et les écossais Tijuana Bibles. Ils participent également à plusieurs festivals ; comme Kutxa Kultur '17, Basque Fest '18 et Bilbao BBK Live '18. Le groupe est composé de Josu Ximun Billelabeitia (chant et guitare), Antton Goikoetxea (basse et chœurs) et Christian Rodriguez (batterie et chœurs).
Lukiek #1, leur premier album, sort en septembre 2019. En parallèlement, ils annoncent une tournée de 25 concerts qui est très bien accueillie. Ils voient leur audience grandir à chaque concert. Contraint à se mettre en pause en raison de la pandémie de Covid-19, le groupe ne peut continuer à faire la promotion de son premier album. Cependant, ils commencent à composer de nouveaux morceaux et donnent des concerts occasionnels à Bilbao et à Saint-Sébastien comme à la salle Santana 27 en septembre 2020. En 2025, le groupe sort son troisième album, Lukiek #3,.

## Style musical
Il n’est pas facile de classer Lukie dans un style musical, car c’est un groupe qui s’inspire de nombreux types de musique différents. Leurs morceaux comprennent, entre autres, des sons grunge bruts, des rythmes psychédéliques, des influences du rock classique, des sonorités étranges du post-punk et même l'autotune, du trap contemporain. Cependant, Lukiek est un groupe qui joue du rock alternatif.

## Discographie
- 2019 : Lukiek #1 (auto-produit)
- 2021 : Lukiek #2 (Atico Stereo)
- 2025 : Lukiek #3